# Zielony Gaj (przystanek kolejowy)
Zielony Gaj (ukr. Зелений Гай, ros. Зеленый Гай) – przystanek kolejowy w rejonie trembowelskim, w obwodzie tarnopolskim, na Ukrainie. Przystanek jest oddalony od punktów osadniczych. Najbliższą miejscowością są Ostalce.